# Gare de Naples-Centrale
La gare de Naples-Centrale (en italien : stazione di Napoli Centrale) est une gare ferroviaire italienne, située piazza Giuseppe Garibaldi au centre de la ville de Naples, capitale de la province de Naples et de la région de Campanie.
Mise en service en 1866, c'est la plus importante gare de Naples, fréquentée par 50 millions de voyageurs en moyenne chaque année. C'est l'une des treize plus grandes gares du pays, gérée par Grandi Stazioni. Elle est desservie par des trains de Trenitalia et NTV.

## Histoire
Au début des années 2010, la gare, qui compte une desserte quotidienne d'environ 390 trains, voit passer 137 000 voyageurs chaque jour pour 50 millions annuellement.

## Service des voyageurs

### Desserte
La gare est desservie par les lignes suivantes :
- Rome-Naples (grande vitesse)
- Rome-Formia-Naples
- Rome-Cassino-Naples
- Naples-Salerne (grande vitesse)
- Naples-Salerne